# Срджан Бабич
Срджан Бабич (серб. Срђан Бабић, нар. 22 квітня 1996, Баня-Лука) — сербський футболіст, захисник клубу «Спартак» (Москва) та національної збірної Сербії.

## Клубна кар'єра
Народився 22 квітня 1996 року в боснійському місті Баня-Лука. Займався футболом у структурі місцевого «Бораца», звідки 2011 року перейшов до юнацької команди сербської «Воєводини».
У дорослому футболі дебютував 2014 року виступами за голвну команду тієї ж команди, в якій провів один сезон, взявши участь у 32 матчах чемпіонату. 
Згодом з 2015 по 2017 рік грав в Іспанії за «Реал Сосьєдад Б» та «Реус».
2017 року повернувся до Сербії, де продовжив кар'єру у «Црвені Звезді», де провів наступні три сезони своєї ігрової кар'єри.
Протягом сезону 2020/21 грав у Португалії за «Фамалікан».
2021 року продовжив кар'єру в Іспанії, ставши гравцем друголігової на той час «Альмерії».

## Виступи за збірні
2012 року дебютував у складі юнацької збірної Сербії (U-17), загалом на юнацькому рівні взяв участь у 31 іграх, відзначившись 4 забитими голами.
Протягом 2015–2019 років залучався до складу молодіжної збірної Сербії. На молодіжному рівні зіграв у 4 офіційних матчах, забив 1 гол.
2022 року дебютував в офіційних матчах у складі національної збірної Сербії. Того ж року був включений до її заявки на чемпіонат світу в Катарі.